# Gerede (district)
Gerede is een Turks district in de provincie Bolu en telt 34.444 inwoners (2007). Het district heeft een oppervlakte van 1260,4 km². Hoofdplaats is Gerede.
De bevolkingsontwikkeling van het district is weergegeven in onderstaande tabel.
| 1997   | 2000   | 2007   |
| ------ | ------ | ------ |
| 45.057 | 41.391 | 34.444 |